# Monti Paulsen
I monti Paulsen sono un gruppo montuoso dell'Antartide facente parte della più grande catena montuosa dei monti Sverdrup, di cui costituisce la parte settentrionale. Situata nella Terra della Regina Maud e in particolare in corrispondenza della costa della Principessa Astrid, la formazione si trova a nord dei monti Barkley.

## Storia
I monti Paulsen sono stati scoperti e fotografati durante la spedizione Nuova Svevia, 1938-39, comandata dal capitano tedesco Alfred Ritscher, il quale li battezzò così in onore di Karl-Heinz Paulsen, un oceanografo facente parte della spedizione.